# スタジオPJ
スタジオPJ（スタジオピージェー）は作曲家末村謙之輔が1996年に設立したProToolsTDMを完備した録音スタジオ。
約1畳半の防音処理された小部屋（ブース）があり、ヴォーカル・ギター・サックスや台詞やナレーションの録音が格安の料金でできる。